# Delias luteola
Delias luteola är en fjärilsart som beskrevs av Walter Karl Johann Roepke 1955. Delias luteola ingår i släktet Delias och familjen vitfjärilar. Inga underarter finns listade i Catalogue of Life.